# Corvus Belli
Corvus Belli (cuervos de guerra en latín) es una empresa privada española dedicada al diseño, producción y comercialización de juegos de mesa y modelismo de venta al por menor. Está especializada en la edición de juegos de miniaturas, en el año 2021 tenía una facturación ligeramente superior a los cuatro millones de euros, siendo la empresa más grande de España en este sector. Tiene varios juegos y novelas en su catálogo, principalmente es conocida por ser la propietaria del juego de miniaturas Infinity y por la alta calidad y detalle de sus miniaturas, así como por la profundidad y complejidad de los sistemas de juego que desarrollan.

## Historia
Fundada en el año 2001 por Carlos Torres, Fernando Liste y Pilar Ribero en Cangas (Pontevedra, España). Tiempo después se produciría la salida de Pilar Ribero y la incorporación de Begoña Liste, Gutier Lusquiños y Alberto Abal.
Cuando comenzaron su andadura se dedicaban a la producción de miniaturas históricas para DBA en escala de 15mm.A raíz del éxito de las películas de El Señor de los Anillos en el género de fantasía comenzaron a fabricar miniaturas de corte fantástico en escala de 28mm. Tanto las miniaturas históricas como las de fantasía no tenían juego propio.
El juego más famoso de la compañía, Infinity, se lanzó en 2005 y rápidamente ganó una gran popularidad a nivel internacional, convirtiéndose en un referente en el mundo de los juegos de miniaturas de ciencia ficción.
Poco tiempo después dejaron de publicar miniaturas de corte histórico y de fantasía para centrarse en Infinity, ya que se había convertido en su principal fuente de ingresos, siendo Estados Unidos su principal mercado que representaba el 70% de las ventas. Desde 2005 Infinity se ha publicado ininterrumpidamente apareciendo hasta cuatro ediciones del mismo.
En el año 2022 volvieron a sacar miniaturas ambientadas en un universo de fantasía, Warcrow, con miniaturas de escala 32mm. Fue lanzado en una campaña de Kickstarter, el proyecto se presentó con gran anticipación, dado que representaba una expansión significativa en la oferta de juegos de la compañía, alejándose del enfoque de ciencia ficción.

## Otros juegos
En el año 2017, la empresa sacó al mercado el juego Aristeia!, un juego de mesa competitivo, basado en combates deportivos futuristas en una arena. Aunque comparte el universo con Infinity, Aristeia! es un juego independiente con su propio sistema de reglas, diseñado para ser más accesible y rápido de jugar.
En 2020 apareció Defiance, un juego de mazmorras cooperativo ambientado en el universo de Infinity. Este juego fue financiado a través de una campaña exitosa en Kickstarter, demostrando el fuerte apoyo de la comunidad recaudando algo más de un millón de euros.También en 2020 apareció Infinity CodeOne una versión simplificada del juego de miniaturas Infinity, de juego más rápido y menos complejo.
A principios de 2024 presentaron REM Racers un juego de mesa desarrollado que se desvía de los habituales juegos de miniaturas tácticos por los que la compañía es conocida, presentando una propuesta ligera y rápida centrada en carreras de vehículos controlados por remotos.
En 2024 han lanzado un juego de mazmorras llamado Warcrow Adventures que ha sido financiado exitosamente a través de una campaña de Kickstarter, pero que no ha sido entregado aún a sus mecenas.

## Historietas
Corvus Belli también ha publicado una serie de historietas estilo manga que amplían el trasfondo de Infinity.
Infinity: Outrage es una novela gráfica publicada en 2017, que cuenta una historia centrada en el Grupo Outrage, expandiendo la narrativa y complementando el trasfondo del juego.
Infinity: Betrayal es una novela gráfica publicada en 2020 autoconclusiva.
Infinity: Aftermath publicada en 2023 continua y expande la historia que comenzó con la novela gráfica Infinity: Outrage.

## Productos licenciados
Corvus Belli ha vendido derechos a terceras empresas para publicar algunos productos.
Las miniaturas históricas que producía la empresa al principio de su creación volvieron al mercado a través de Totentanz miniaturas durante el año 2017. Dicha empresa desapareció y las miniaturas históricas volvieron a aparecer en 2020 a través de la empresa The Plastic Soldier Company con cambios menores en su diseño.
En 2021 se publicó Infinity the roleplaying game basado en el universo de Infinity, desarrollado por Corvus Belli y publicado por Modiphius Entertainment. Fue traducido al castellano por la editorial Nosolorol.
En 2024 se ha lanzado un juego de naves espaciales llamado Acheron's Fall a través de un Kickstarter de la empresa Ramper Design que aún no ha sido entregado a sus mecenas.

## Filosofía y diseño
Corvus Belli basa su modelo de negocio en una factoría con producción completamente local y productos dirigidos a jugadores. Se distingue por su enfoque en la creación de juegos que combinan una rica narrativa con un alto nivel de complejidad táctica. Las miniaturas de la compañía son reconocidas por su nivel de detalle y calidad, y cada una es esculpida con un gran enfoque en el realismo y la fidelidad al universo de juego.

Siempre nos planteamos que éramos un grupo de jugadores que montan una empresa y estamos pensando desde el punto de vista del jugador. Tomamos decisiones, a veces, que desde el punto de vista empresarial no tienen mucho sentido, porque ni son las mejores, ni las más óptimas desde el punto de vista económico, pero sabemos que son las que le van a gustar al jugador.
Gutier Lusquiños 

## Comunidad
La empresa organiza y patrocina numerosos torneos y eventos alrededor del mundo, y ha fomentado la creación de una comunidad global de jugadores dedicados, que contribuyen al desarrollo y expansión del universo de Infinity a través de fanfiction, guías de juego, y contenido en línea. La empresa también ha adoptado un enfoque muy cercano a su comunidad de jugadores, interactuando activamente a través de foros, redes sociales y eventos. La retroalimentación de los jugadores es una parte crucial del desarrollo continuo de sus productos.